# アグロフォレストリー
アグロフォレストリー (英語：Agroforestry) とは、樹木を植栽し、樹間で家畜・農作物を飼育・栽培する農林業である。「アグロフォレストリー」と言う用語は、1970年代中期のカナダ国際開発研究センターの林学者ベネらが主導する思想的研究の中で誕生した。農林複合経営（のうりんふくごうけいえい）、混農林業（こんのうりんぎょう）、森林農業（しんりんのうぎょう）ともいう。アグロフォレストリーは、組み合わせる樹木や家畜・農作物が地域によって異なるため、地域ごとに様々な形態をとりうる。

## 概略
樹木は、材木や果実の供給だけではなく、生態系サービスを供給する面においても重要である。農業開発や他の土地開発によって環境破壊が起こされることがあるが、それらと比較するとアグロフォレストリーでは、より持続的な土地利用（土壌流出の防止・家畜排泄物の土壌への還元など）や生物多様性の保持などが可能となる。過去30年で、アグロフォレストリーは、潜在能力が十分に発揮されていない伝統的な方法から、天然資源管理と貧困緩和の鍵となる科学的手法にまで、進歩してきた。
一般的には、アフリカなどの熱帯地域について研究が行われており、持続可能な第一次産業の形態として注目されている。しかしながら、日本を含めた他の地域でも、在来農法をとりいれた試みがなされている例がある。

### 例
焼畑後まず、米や豆類、野菜などの一年生の短期作物を植え、次いで胡椒やパッションフルーツなどの多年生の中期作物を植え、短期作物が雑草を抑えている間にそれらが生長し、部分日陰と防風効果をつくり出したころに、株間か列間に果樹とマホガニーやパラゴムなどの有用高木樹種の苗を植えこむ。こうすると、中期作物が5～6年で枯れるころには、果樹が実をつけ、有用樹が10ｍほどに生長している。高木はやがて材木として出荷される。こうして、畑から絶え間なく収穫があるよう組み合わせる。組み合わせの仕方は無数にある。

## 歴史
森林内の農業・林業・牧畜業・水産業の混合業は、熱帯性地域やロシア、カナダ等を中心に古くから行われており、近年は地球の有限性の向上や、人口が少ない天然資源保有国への経済集中化で、持続可能自然保護型の農林水産牧畜混合業であるアグロフォレストリーの重要性が高まる可能性が高い。

## 参考資料
- 国際林業研究センター - 一石三鳥のアグロフォレストリー [リンク切れ]
- 内村悦三（1999年）「アグロフォレストリーという発想」『神籬』Vol. 19, 3-8ページ。 西垣林業。